# 요시자키 미네
요시자키 미네(吉崎 観音, 1971년 12월 2일 ~ ) 아케이드 게이머 후부키와 케로로 중사의 원작자이자, 7인의 나나의 캐릭터 디자인으로 널리 알려진 남성 일본의 만화가이다.
구마모토현 출신의 나가사키현 이사하야시에서 태어나, 나가사키 일본 고등학교와 나가사키 일본 대학교 디자인 미술학과를 졸업하였다. 현재 결혼을 했으며, 그의 아내도 요시자키 미네와 같은 만화가이다.
그는 코나미의 그라디우스 형식 게임인 오토메디우스의 캐릭터들도 디자인해냈다.